# Uloborus bispiralis
Uloborus bispiralis är en spindelart som beskrevs av Brent D. Opell 1982. Uloborus bispiralis ingår i släktet Uloborus och familjen krusnätsspindlar. Inga underarter finns listade i Catalogue of Life.